# Charny (Seine-et-Marne)
Pour les articles homonymes, voir Charny.
Charny est une commune française située dans le département de Seine-et-Marne, en région Île-de-France.

## Géographie

### Localisation

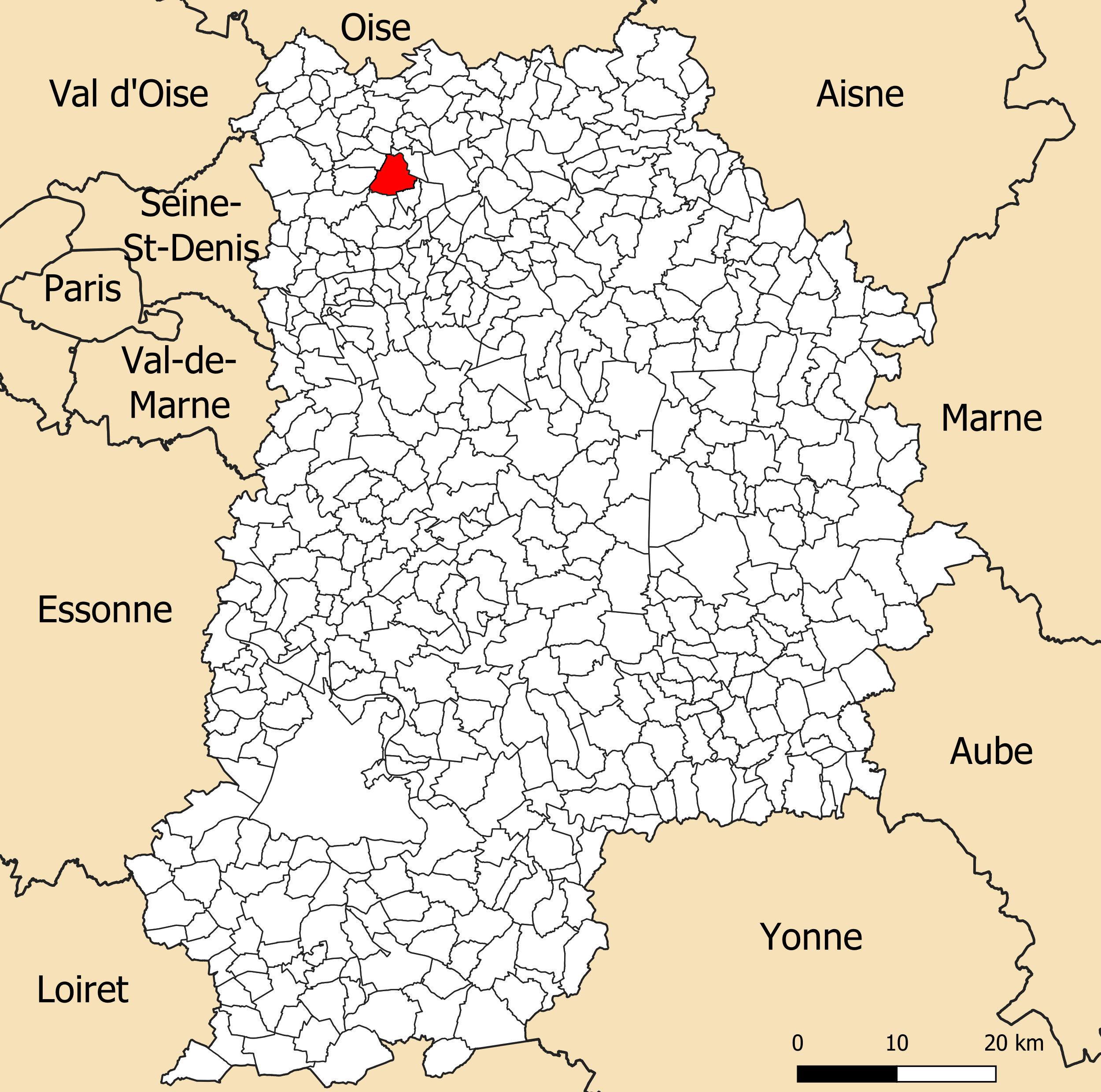
Localisation de la commune de Charny dans le département de Seine-et-Marne.

Charny est située à environ 8,9 km au nord-est de Claye-Souilly et à 13,6 km par la route, à l'ouest de Meaux.

### Communes limitrophes
| Saint-Mesmes  | Vinantes          | Villeroy    |
| Messy         | Charny            |             |
| Claye-Souilly | Fresnes-sur-Marne | Charmentray |

### Géologie et relief
L'altitude de la commune varie de 90 mètres à 110 mètres pour le point le plus haut, le centre du bourg se situant à environ 105 mètres d'altitude (mairie). Elle est classée en zone de sismicité 1, correspondant à une sismicité très faible.

### Hydrographie

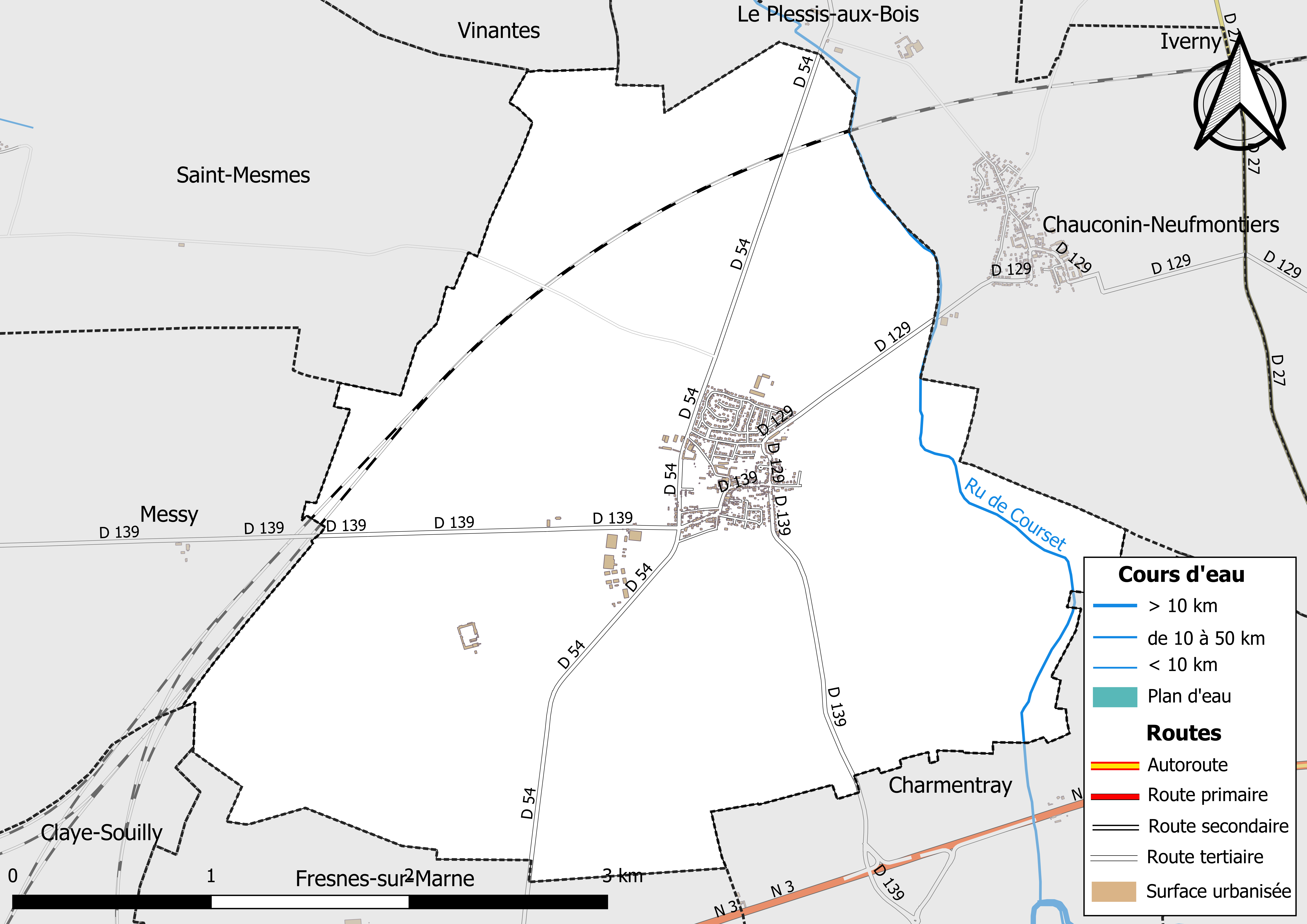
Carte des réseaux hydrographique et routier de Charny.

Le réseau hydrographique de la commune se compose essentiellement du ru de Courset, long de 6,78 km, qui conflue avec la Marne.
Sa longueur totale sur la commune est de 2,37 km.

### Climat
Pour des articles plus généraux, voir Climat de l'Île-de-France et Climat de Seine-et-Marne.
En 2010, le climat de la commune est de type climat océanique dégradé des plaines du Centre et du Nord, selon une étude du CNRS s'appuyant sur une série de données couvrant la période 1971-2000. En 2020, Météo-France publie une typologie des climats de la France métropolitaine dans laquelle la commune est exposée à un climat océanique altéré et est dans la région climatique Nord-est du bassin Parisien, caractérisée par un ensoleillement médiocre, une pluviométrie moyenne régulièrement répartie au cours de l’année et un hiver froid (3 °C).
Pour la période 1971-2000, la température annuelle moyenne est de 11,2 °C, avec une amplitude thermique annuelle de 15,2 °C. Le cumul annuel moyen de précipitations est de 706 mm, avec 11 jours de précipitations en janvier et 8 jours en juillet. Pour la période 1991-2020, la température moyenne annuelle observée sur la station météorologique la plus proche, située sur la commune du Plessis-Belleville à 14 km à vol d'oiseau, est de 11,4 °C et le cumul annuel moyen de précipitations est de 661,7 mm,. Pour l'avenir, les paramètres climatiques de la commune estimés pour 2050 selon différents scénarios d'émission de gaz à effet de serre sont consultables sur un site dédié publié par Météo-France en novembre 2022.

### Milieux naturels et biodiversité
Aucun espace naturel présentant un intérêt patrimonial n'est recensé sur la commune dans l'inventaire national du patrimoine naturel,,.

## Urbanisme

### Typologie
Au 1er janvier 2024, Charny est catégorisée bourg rural, selon la nouvelle grille communale de densité à sept niveaux définie par l'Insee en 2022.
Elle est située hors unité urbaine. Par ailleurs la commune fait partie de l'aire d'attraction de Paris, dont elle est une commune de la couronne,. Cette aire regroupe 1 929 communes,.

### Lieux-dits, écarts et quartiers
La commune compte 89 voies dont  47 lieux-dits administratifs répertoriés.

### Occupation des sols
L'occupation des sols de la commune, telle qu'elle ressort de la base de données européenne d’occupation biophysique des sols Corine Land Cover (CLC), est marquée par l'importance des territoires agricoles (84,8 % en 2018), en diminution par rapport à 1990 (96,2 %). La répartition détaillée en 2018 est la suivante :
terres arables (84,8 %), mines, décharges et chantiers (10 %), zones urbanisées (5,2 %).
Parallèlement, L'Institut Paris Région, agence d'urbanisme de la région Île-de-France, a mis en place un inventaire numérique de l'occupation du sol de l'Île-de-France, dénommé le MOS (Mode d'occupation du sol), actualisé régulièrement depuis sa première édition en 1982. Réalisé à partir de photos aériennes, le Mos distingue les espaces naturels, agricoles et forestiers mais aussi les espaces urbains (habitat, infrastructures, équipements, activités économiques, etc.) selon une classification pouvant aller jusqu'à 81 postes, différente de celle de Corine Land Cover,,. L'Institut met également à disposition des outils permettant de visualiser par photo aérienne l'évolution de l'occupation des sols de la commune entre 1949 et 2018.

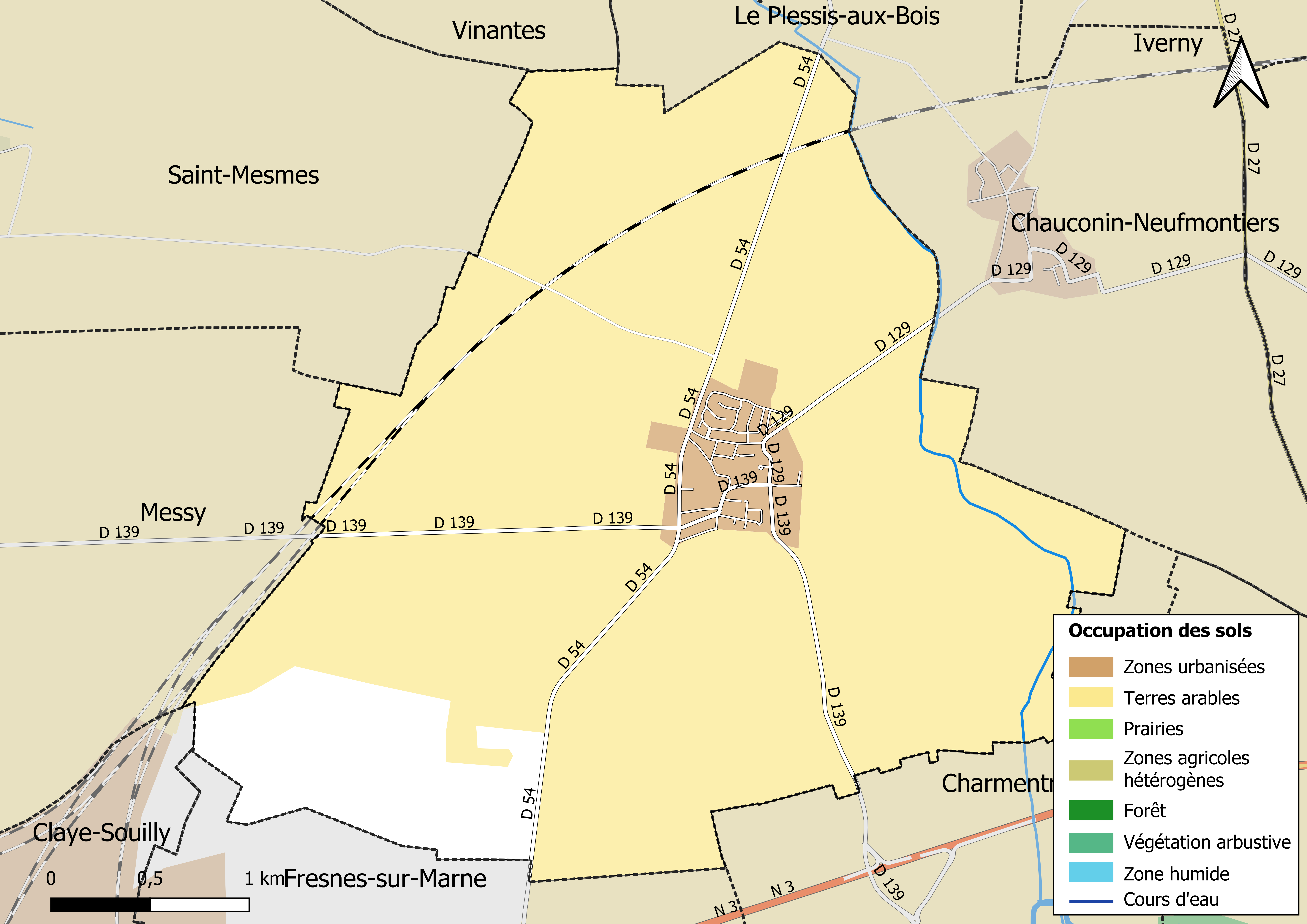
Carte des infrastructures et de l'occupation des sols en 2018 (CLC) de la commune.
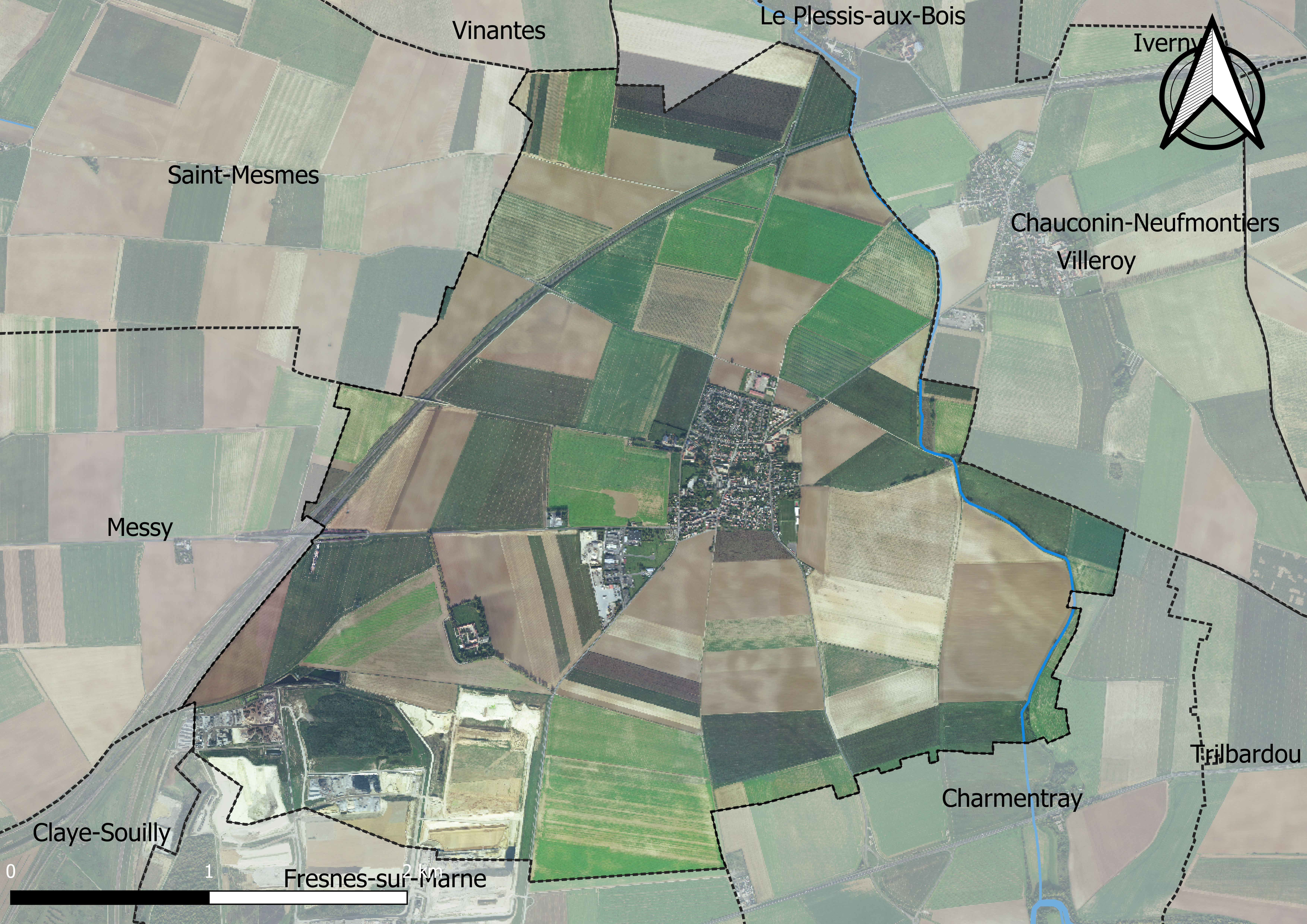
Carte orhophotogrammétrique de la commune.

### Planification
La loi SRU du 13 décembre 2000 a incité les communes à se regrouper au sein d’un établissement public, pour déterminer les partis d’aménagement de l’espace au sein d’un SCoT, un document d’orientation stratégique des politiques publiques à une grande échelle et à un horizon de 20 ans et s'imposant aux documents d'urbanisme locaux, les PLU (Plan local d'urbanisme). La commune est dans le territoire du SCOT Roissy Pays de France, approuvé le 19 décembre 2019 et porté par la communauté d’agglomération Roissy Pays de France.
La commune disposait en 2019 d'un plan local d'urbanisme en révision. Le zonage réglementaire et le règlement associé peuvent être consultés sur le Géoportail de l'urbanisme.

### Logement
En 2014, le nombre total de logements dans la commune était de 490 (dont 87,8 % de maisons et 11,2 % d’appartements).
Parmi ces logements, 96,3 %  étaient des résidences principales, 1,4 % des résidences secondaires et 2,3 %  des logements vacants.
La part des ménages propriétaires de leur résidence principale s’élevait à 82,2 % contre 17,1 % de locataires.
La part de logements HLM loués vides (logements sociaux) était de 1,7 %.

### Voies de communication et transports

#### Voies de communication
Charny est proche de la RN 3 à environ 3 km au sud, qui relie Paris à Meaux.
On accède également à la commune par :
- Le Plessis-aux-Bois au nord à 3,9 km par la D 54 ;
- Messy à l’ouest à 4,6 km par la D 139.

#### Transports en commun
- Réseau de bus Meaux et Ourcq ligne 777.
- Réseau de bus Roissy Est lignes 17 et 19.

## Toponymie
- Formes anciennes : Carni en 1170, Charniacum en 1200, Charneiacum en 1217, Charneyum en 1246, Cherny et Chargniacum au XVe siècle, Charny en France en 1540[26].

Voir Carnac-Rouffiac

## Histoire
Situé au milieu d’une grande plaine fertile, Charny, comme les villages voisins, attire très tôt les agriculteurs et, au début de notre ère, des villas gallo-romaines s’y implantent. Au Moyen Âge, le territoire est partagé entre plusieurs fiefs, devenus depuis des exploitations agricoles : Beauvais, Maupertuis ou Rabaches.
Le président de la République Jules Grévy habite, pendant quelques années, le « château », grande maison bourgeoise entourée d’un parc et située au centre du village. Par la suite, un orphelinat et une maison de retraite y sont installés. Créés par « l’entraide sociale des ouvriers et ouvrières des manufactures de tabac de France », ils sont inaugurés, le 10 septembre 1925, par M. Caillaux, alors ministre des Finances. L’institution disparaît au milieu des années 1950, et le bâtiment est acquis par la commune en 1992.
Cinq grandes fermes et trois plus petites pratiquent encore une polyculture intensive, avec prédominance de céréales. L’élevage, autrefois très important, est complètement abandonné. Pendant près de quatre-vingt-dix ans, une râperie, fermée dans les années 1950, transforme en jus les betteraves produites en plaine, avant de les envoyer par canalisation souterraine vers la sucrerie de Villenoy.

### Les Templiers et les Hospitaliers
Peu de temps après la fondation de leur Ordre, les Templiers installent, à proximité du village, une commanderie en un lieu nommé Choisy ou Soisy, dont l’existence est attestée dès 1168. Charny vit à l’ombre de cette dernière et dans un acte de 1491, le village est même nommé Chary-lez-Choisy, Charny près de Choisy. Au XVe siècle, ce domaine consiste en un « beau bâtiment avec chapelle et quarante arpents (environ 15 hectares) entourés de murs flanqués neuf tourelles avec six cents arpents (environ 230 hectares) de terre aux alentours ».
Après la suppression de l’ordre du Temple, le domaine revient aux Hospitaliers de l'ordre de Saint-Jean de Jérusalem, il est ensuite vendu comme bien national durant la Révolution, puis le mur d’enceinte et les tourelles sont détruits. Deux fermes, connues sous le nom de Choisy-le-Temple, se partagent désormais les bâtiments et les terres de l’ancienne commanderie.

## Politique et administration

### Tendances politiques et résultats

#### Élections nationales
- Élection présidentielle de 2017[28]: 35,81 % pour Emmanuel Macron (REM), 31,81 % pour Marine Le Pen (FN), 78,83 % de participation.

## Équipements et services

### Eau et assainissement
L’organisation de la distribution de l’eau potable, de la collecte et du traitement des eaux usées et pluviales relève des communes. La loi NOTRe de 2015 a accru le rôle des EPCI à fiscalité propre en leur transférant cette compétence. Ce transfert devait en principe être effectif au 1er janvier 2020, mais la loi Ferrand-Fesneau du 3 août 2018 a introduit la possibilité d’un report de ce transfert au 1er janvier 2026,.

#### Assainissement des eaux usées
En 2020, la gestion du service d'assainissement collectif de la commune de Charny est assurée par la communauté de communes Plaines et Monts de France (CCPMF) pour la collecte, le transport et la dépollution. Ce service est géré en délégation par une entreprise privée, dont le contrat arrive à échéance le 31 décembre 2022,,.
L’assainissement non collectif (ANC) désigne les installations individuelles de traitement des eaux domestiques qui ne sont pas desservies par un réseau public de collecte des eaux usées et qui doivent en conséquence traiter elles-mêmes leurs eaux usées avant de les rejeter dans le milieu naturel. La communauté de communes Plaines et Monts de France (CCPMF) assure pour le compte de la commune le service public d'assainissement non collectif (SPANC), qui a pour mission de vérifier la bonne exécution des travaux de réalisation et de réhabilitation, ainsi que le bon fonctionnement et l’entretien des installations. Cette prestation est déléguée à l'entreprise Suez, dont le contrat arrive à échéance le 31 décembre 2022,.

#### Eau potable
En 2020, l'alimentation en eau potable est assurée par le SMAEP de Thérouanne, Marne et Morin (TMM) qui en a délégué la gestion à la SAUR, dont le contrat expire le 31 mars 2023,,.
Les nappes de Beauce et du Champigny sont classées en zone de répartition des eaux (ZRE), signifiant un déséquilibre entre les besoins en eau et la ressource disponible. Le changement climatique est susceptible d’aggraver ce déséquilibre. Ainsi afin de renforcer la garantie d’une distribution d’une eau de qualité en permanence sur le territoire du département, le troisième Plan départemental de l’eau signé, le 3 octobre 2017, contient un plan d’actions afin d’assurer avec priorisation la sécurisation de l’alimentation en eau potable des Seine-et-Marnais. A cette fin a été préparé et publié en décembre 2020 un schéma départemental d’alimentation en eau potable de secours dans lequel huit secteurs prioritaires sont définis. La commune fait partie du secteur Meaux.

## Population et société

### Démographie
L'évolution du nombre d'habitants est connue à travers les recensements de la population effectués dans la commune depuis 1793. Pour les communes de moins de 10 000 habitants, une enquête de recensement portant sur toute la population est réalisée tous les cinq ans, les populations de référence des années intermédiaires étant quant à elles estimées par interpolation ou extrapolation. Pour la commune, le premier recensement exhaustif entrant dans le cadre du nouveau dispositif a été réalisé en 2008.

En 2022, la commune comptait 1 584 habitants, en évolution de +23,85 % par rapport à 2016 (Seine-et-Marne : +3,92 %, France hors Mayotte : +2,11 %).
| 1793 | 1800 | 1806 | 1821 | 1831 | 1836 | 1841 | 1846 | 1851 |
| ---- | ---- | ---- | ---- | ---- | ---- | ---- | ---- | ---- |
| 490  | 440  | 479  | 429  | 480  | 431  | 432  | 419  | 454  |

| 1856 | 1861 | 1866 | 1872 | 1876 | 1881 | 1886 | 1891 | 1896 |
| ---- | ---- | ---- | ---- | ---- | ---- | ---- | ---- | ---- |
| 450  | 440  | 450  | 455  | 480  | 430  | 443  | 417  | 400  |

| 1901 | 1906 | 1911 | 1921 | 1926 | 1931 | 1936 | 1946 | 1954 |
| ---- | ---- | ---- | ---- | ---- | ---- | ---- | ---- | ---- |
| 418  | 469  | 451  | 355  | 483  | 504  | 534  | 603  | 531  |

| 1962 | 1968 | 1975 | 1982 | 1990 | 1999  | 2006  | 2008  | 2013  |
| ---- | ---- | ---- | ---- | ---- | ----- | ----- | ----- | ----- |
| 497  | 417  | 619  | 753  | 885  | 1 150 | 1 183 | 1 201 | 1 250 |

| 2018  | 2022  | - | - | - | - | - | - | - |
| ----- | ----- | - | - | - | - | - | - | - |
| 1 347 | 1 584 | - | - | - | - | - | - | - |

### Enseignement
Charny dispose d’une école primaire publique comprenant une section maternelle et une école élémentaire, située dans le bourg (1 rue de la Mairie).
Cet établissement public, inscrit sous le code 0771082H, comprend 143 élèves (chiffre du Ministère de l'Éducation nationale), et dispose d’un restaurant scolaire
La commune dépend de l'Académie de Créteil ; pour le calendrier des vacances scolaires, Charny est en zone C.
Un collège doit ouvrir en septembre 2023.

## Économie
Charny est composée d'une Zone d'Activités en bordure du village regroupant une société de transports en commun, TVF, qui fut rachetée au cours des années 2000 par l'entreprise Veolia. Il y a également dans la Z.A. un garage ainsi que d'autres entreprises plus petites. Dans le village se trouvent la boutique Effets de Scène, qui fait salon de coiffure en même temps que farces et attrapes ; deux bars-tabacs dont un fait librairie, une boulangerie, un mini-marché, une poste, deux cabinets de médecin, une pharmacie ainsi que d'autres sociétés dont des indépendants. Un marché s'établit sur la place devant la mairie les vendredis de 16 h à 20 h, proposant des produits très divers.

### Revenus de la population et fiscalité
Le nombre de ménages fiscaux en 2014 était de 467 représentant 1 280 personnes et la  médiane du revenu disponible par unité de consommation  de 25 662 €.

### Emploi
En 2014, le nombre total d’emploi dans la zone était de 373, occupant 663 actifs résidents (salariés et non salariés).
Le taux d’activité de la population âgée de 15 à 64 ans s'élevait à  81,8 % contre un taux de chômage (au sens du recensement) de 6,3 %. Les inactifs se répartissent de la façon suivante : étudiants et stagiaires non rémunérés 8,5 %, retraités ou préretraités 6,9 %, autres inactifs 2,8 %.

### Entreprises et commerces
En 2015, le nombre d’établissements actifs était de cent-six dont six dans l’agriculture-sylviculture-pêche, cinq dans l’industrie, quinze dans la construction, soixante-deux dans le commerce-transports-services divers et dix-huit étaient relatifs au secteur administratif.

### Secteurs d'activité

#### Agriculture
Charny est dans la petite région agricole dénommée la « Goële et Multien », regroupant deux petites régions naturelles, respectivement la Goële et le pays de Meaux (Multien). En 2010, l'orientation technico-économique de l'agriculture sur la commune est diverses cultures (hors céréales et oléoprotéagineux, fleurs et fruits).
Si la productivité agricole de la Seine-et-Marne se situe dans le peloton de tête des départements français, le département enregistre un double phénomène de disparition des terres cultivables (près de 2 000 ha par an dans les années 1980, moins dans les années 2000) et de réduction d'environ 30 % du nombre d'agriculteurs dans les années 2010. Cette tendance se retrouve au niveau de la commune où le nombre d’exploitations est passé de 9 en 1988 à 5 en 2010. Parallèlement, la taille de ces exploitations augmente, passant de 132 ha en 1988 à 264 ha en 2010.
Le tableau ci-dessous présente les principales caractéristiques des exploitations agricoles de Charny, observées sur une période de 22 ans :
|                                      | 1988  | 2000  | 2010  |
| ------------------------------------ | ----- | ----- | ----- |
| Dimension économique,                |       |       |       |
| Nombre d’exploitations (u)           | 9     | 9     | 5     |
| Travail (UTA)                        | 27    | 21    | 13    |
| Surface agricole utilisée (ha)       | 1 188 | 1 140 | 1 321 |
| Cultures                             |       |       |       |
| Terres labourables (ha)              | 1 098 | 1 131 | 1 318 |
| Céréales (ha)                        | 602   | 653   | 687   |
| dont blé tendre (ha)                 | 499   | 522   | 584   |
| dont maïs-grain et maïs-semence (ha) | s     | s     | 64    |
| Tournesol (ha)                       | 42    |       |       |
| Colza et navette (ha)                | 84    | 52    | s     |
| Élevage                              |       |       |       |
| Cheptel (UGBTA)                      | 9     | 23    | 0     |

## Culture locale et patrimoine

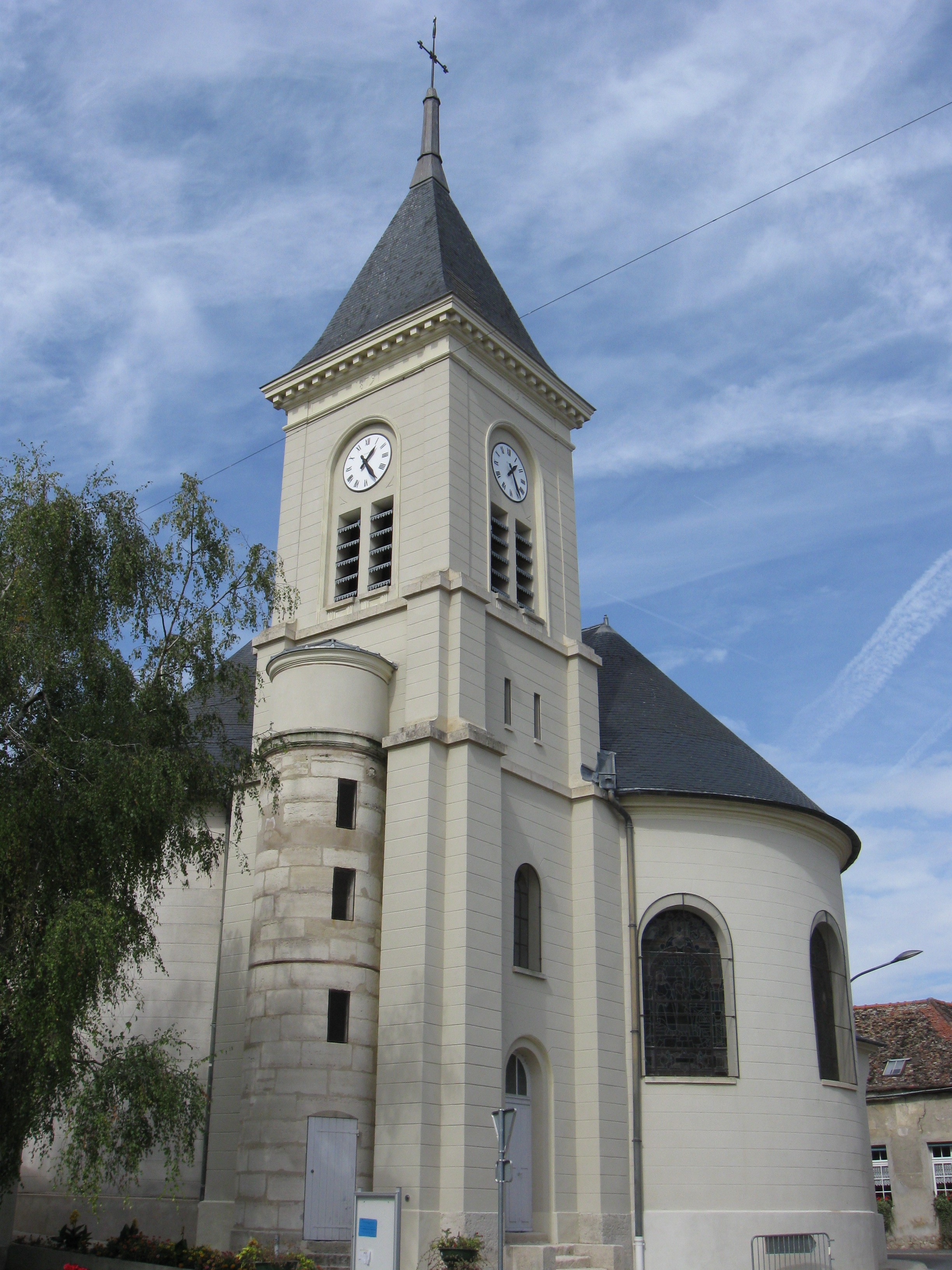
L'église Saint-Léger.

### Monuments et lieux remarquables
La commune ne compte pas de monument répertorié à l'inventaire des monuments historiques (Base Mérimée).

### Autres lieux et monuments
- Église Saint-Léger : l'église primitive daterait du XIIIe siècle, mais en 1782, en raison de son mauvais état, elle est démolie et reconstruite entièrement sur le même emplacement. Extérieurement, elle se présente sous la forme d'un bâtiment sans bas-côtés, prolongé par deux chapelles rondes qui encadrent le chevet, lui-même arrondi. L'autel est inscrit à l'Inventaire supplémentaire des Monuments historiques[27],[51].
- Monument aux morts : le monument aux morts est érigé au fond de l'allée centrale du cimetière[27].

### Héraldique
| Blason de Charny | Blason  | Mi-parti : d'argent à la croix alésée et pattée de gueules et de gueules à la croix fleur-de-lisée d'argent cantonnée de quatre billettes du même. Ornements extérieursPosé sur une gerbe de blé en pal. |
| Blason de Charny | Détails | Conçu par Jean-Paul DENEF en 2002. Adopté par le conseil municipal en 2002. |